# Jiří Weiss
Jiří Weiss (29. března 1913 Praha – 10. dubna 2004 Santa Monica, Kalifornie, USA) byl český režisér a scenárista židovského původu.

## Životopis
Pocházel ze smíšené česko-německé židovské rodiny. Studoval práva na pražské univerzitě, ale studia nedokončil, a začal pracovat jako žurnalista a filmař. Roku 1939, počátkem 2. světové války jako Žid musel uprchnout před německými nacisty nejen kvůli obavám z pronásledování podle norimberských zákonů. Emigroval do Londýna, kde pracoval pro československou exilovou vládu, například točil dokumentární filmy o službě Čechoslováků v Royal Air Force.
Po skončení druhé světové války se vrátil do Prahy a začal opět točit hrané filmy a vyučoval na filmové fakultě AMU. Po vpádu vojsk Varšavské smlouvy po roce 1968 emigroval podruhé, žil v Římě, v Anglii a nakonec se usadil v USA, kde vyučoval do roku 1982 na Hunter College v New Yorku, dále přednášel filmovou vědu jako docent na Kalifornské univerzitě v Santa Barbara v Los Angeles. Kromě toho psal filmové scénáře, divadelní hry, a také pod titulem Bílý mercedes vydal knihu vlastních pamětí. Krátce před listopadem 1989 se vrátil do Prahy a začal točit svůj poslední film – autobiografický film Marta a já.
Celkem natočil 22 hraných filmů a mnoho filmů dokumentárních, dvakrát byl nucen emigrovat a pětkrát měnil zemi svého působení.
Mezi jeho nejznámější a umělecky nejhodnotnější filmy patří Vlčí jáma s Jiřinou Šejbalovou, Miroslavem Doležalem a mladičkou Janou Brejchovou v hlavní roli. Druhým nejznámějším snímkem se stal film Romeo, Julie a tma natočený podle stejnojmenné novely Jana Otčenáška.

## Rodina

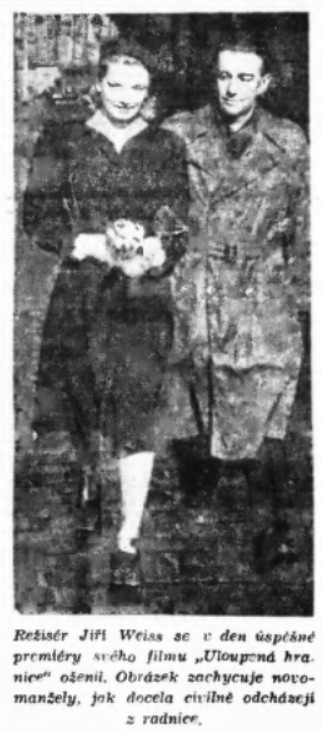
Jiří Weiss s první manželkou v den svatby (1947)

S manželkou Jiřinou, rozenou Lihaříkovou se oženil 14. března 1947 (civilní sňatek), v den premiéry svého filmu Uloupená hranice; vychoval dceru a syna. Druhé manželství bylo bezdětné s herečkou Danou Smutnou. Se třetí manželkou žil v USA (Kateřina rozená Mizerova Weiss).
Je pohřben na pražském židovském hřbitově na Olšanech.

## Filmografie (výběr)
- 1947 Uloupená hranice
- 1948 Dravci
- 1950 Poslední výstřel
- 1950 Vstanou noví bojovníci
- 1953 Můj přítel Fabián
- 1955 Punťa a čtyřlístek
- 1956 Robinsonka (scénář)
- 1956 Hra o život
- 1957 Vlčí jáma
- 1959 Romeo, Julie a tma
- 1961 Zbabělec
- 1962 Zlaté kapradí
- 1963 Promiňte, omyl (TV film)
- 1966 Třicet jedna ve stínu
- 1966 Vražda po česku
- 1968 Spravedlnost pro Selvina  (TV film)
- 1990 Marta a já / Martha und ich